# Salon du bâtiment
Le Salon du bâtiment, ou AQUIBAT, est destiné à des professionnels des filières construction et travaux publics.
Il se tient tous les deux ans à Bordeaux, les années paires, au Parc des Expositions.

Il regroupe en moyenne 600 exposants (fabricants et négociants de matériaux, de matériels, de machines, d'engins et entreprises de service)et 25 000 visiteurs (maîtres d'œuvre, architectes, maîtres d'ouvrage, prescripteurs, PME et artisans, services techniques des collectivités)
C'est un salon professionnel multi-spécialiste réparti en 5 secteurs d'activité:
- Gros œuvre, environnement, aménagement extérieur
- Second œuvre (menuiserie, outillage, aménagement, décoration)
- Équipement techniques et nouvelles énergies
- Gros matériel, équipement de chantier
- Services / Partenaires